# Fá maior
Fá maior (abreviada no sistema europeu como Fá, e no sistema norte-americano de cifras F) é a tonalidade em que consiste a escala maior de fá, e contém as notas Fá, Sol, Lá, Si bemol, Dó, Ré, Mi e, Fá. Sua armadura contém um bemol, para assim seguir o padrão estrutural do modo maior (que possui cinco intervalos de tons e dois intervalos de semitons entre as notas). Sua tonalidade relativa é ré menor e a tonalidade homônima é fá menor.
A reprodução de áudio não é suportada no seu ''browser''. Você pode descarregar o ficheiro de áudio.

## Uso
- Invenção Número Oito[3] - Johann Sebasti
- Outono, de Antonio Vivaldi